# Anaráchi
Anaráchi är en ort i Grekland.   Den ligger i prefekturen Nomós Kozánis och regionen Västra Makedonien, i den norra delen av landet, 300 km nordväst om huvudstaden Aten. Anaráchi ligger 713 meter över havet och antalet invånare är 1 147.
Terrängen runt Anaráchi är varierad. Runt Anaráchi är det ganska tätbefolkat, med 70 invånare per kvadratkilometer. Närmaste större samhälle är Ptolemaida, 9,3 km öster om Anaráchi. Trakten runt Anaráchi består till största delen av jordbruksmark.